# Carlingford
Carlingford (in inglese) o Cairlinn (in irlandese) è un villaggio della contea di Louth, in Irlanda. Durante il medioevo fu un importante porto dell'isola, prima sotto il controllo dei vichinghi e in seguito degli inglesi. Il suo borgo medievale è ancora in buona parte esistente.

## Geografia fisica
Carlingford sorge presso una baia naturale lungo la penisola di Cooley, cosa che in passato la rendeva un porto naturale estremamente strategico. Il Carlingford Lough, l'insenatura dove sorge la cittadina, in origine era probabilmente un lago glaciale, in seguito collegatosi al mare. L'insediamento si trova ai piedi del monte Slieve Foy, alto poco meno di 600 m, che lo domina.
Politicamente Carlingford è a ridosso del confine tra Irlanda e Irlanda del Nord, subito a settentrione del villaggio.

## Storia
Carlingford, sebbene compaia nelle antiche leggende gaeliche legate al mitico Fionn mac Cumhaill e poi a san Patrizio, non pare fosse abitata dagli antichi irlandesi. I primi a insediarsi nella zona furono i vichinghi, che nel IX secolo fondarono l'avamposto di Kerlingfjǫrðr ("la piccola baia della megera"). In seguito alla loro cacciata, Carlingford passò sotto controllo del regno d'Inghilterra, anche se i locali abitanti gaelici godevano di grande autonomia. Nel 1184 al più tardi Carlingford si sottomise al dominio dei normanni, ed entrò a far parte dei domini della famiglia Courcy.
Già all'epoca era un porto importante, tanto che il feudatario John de Courcy concesse i guadagni derivanti dai traghetti del porto alla vicina abbazia d'Inch da lui fondata a Downpatrick. Il feudo in seguitò passo a Hugh de Lacy, signore di Meath, che vi costruì il castello di Carlingford; re Giovanni d'Inghilterra tuttavia riuscì a requisire i possedimenti di de Lacy, impossessandosi così della costruzione, che da allora fu nota anche come castello di re Giovanni, dove pare il sovrano soggiornò per un breve periodo nel 1210.
L'importanza di Carlingford non diminuì nei secoli successivi, e divenne un polo del commercio nel mare d'Irlanda, tanto che godette di varie concessioni operate dai sovrani inglesi, la prima datata 1326 e accordata da re Edoardo II d'Inghilterra. La città divenne anche una base dei pirati irlandesi che periodicamente razziavano le coste britanniche, soprattutto quelle della Scozia. Infine, come ritorsione, nel 1388 il nobile scozzese William Douglas, signore di Nithsdale, genero di re Roberto II di Scozia, condusse una spedizione militare proprio contro Carlingford, mettendola a ferro e fuoco. Nonostante le devastazioni portate dagli scozzesi, Carlingford fu in seguito ricostruita e continuò a prosperare. Il castello di Carlingford andò progressivamente in rovina, venendo infine abbandonato durante il XVI secolo.
Fino al XVII secolo Carlingford fu uno dei poli del commercio britannico delle ostriche, e l'ultima concessione mercantile è datata 1619, rilasciata da Giacomo I d'Inghilterra. Il declino della città cominciò con lo scoppio della guerra civile inglese e le devastazioni portate dalle armate di Oliver Cromwell, che saccheggiarono e distrussero Carlingford durante la conquista cromwelliana dell'Irlanda. Carlingford fu nuovamente attaccata durante la guerra guglielmita, che insaguinò l'Irlanda tra il 1689 e il 1691. L'insediamento non si riprese più, e per questo durante il XVIII e XIX secolo non vide particolari ricostruzioni né sviluppi derivanti dalla rivoluzione industriale, mancanze che contribuirono a preservare i suoi edifici medievali originari. Solo l'arrivo della ferrovia, costruitavi nel 1870 e rimasta attiva fino al 1951, permise all'economia locale di riprendersi grazie all'arrivo dei primi turisti britannici.

## Monumenti e luoghi d'interesse
- Il Castello di Carlingford o castello di re Giovanni è una costruzione fondata durante il regno di Giovanni d'Inghilterra (1210 circa), andato in rovina nel XVI secolo e di cui sopravvivono molti resti.[1]
- Nonostante i numerosi conflitti che hanno devastato la cittadina, gli edifici medievali di Carlingford sono ancora in buona parte esistenti; tra di essi si annoverano: il castello dei Taaffe, casa mercantile fortificata degli antichi conti di Carlingford; il Tholsel (municipio); il Mint (casa fortificata); l'abbazia di Carlingford.[1]